# Tupoljev Tu-110
Tupoljev Tu-110 (NATO oznaka: Cooker) je bilo štirimotorno reaktivno potniško letalo, ki so ga razvili v 1950-ih v Sovjetski zvezi. Prvič je poletel 11. marca 1957. Po izgledu je zelo podoben prvemu reaktivnemu potniškemu letalu - britanskemu De Havilland Cometu, ki je poletel okrog 5 let prej. Tu-110 ni vstopil v serijsko proizvodnjo, zgradili so samo štiri prototipe. 

## Specifikacije (Tu-110 1. prototip)
- Posadka: 5
- Kapaciteta: 100 potnikov
- Dolžina: 38,3 m (125 ft 7-7/8 in)
- Razpon kril: 37,5 m (123 ft 0-3/8 in)
- Površina kril: 182 m2 (1959 ft2)
- Prazna teža: 44250 kg (97,553 lb)
- Gros teža: 79300 kg (174,824 lb)
- Motor: 4 × Ljulka AL-7, vsak s 65,7 kN (14700 lbf) potiska

- Maks. hitrost: 1000 km/h (620 mph)
- Potovalna hitrost: 890 km/h (553 mph)
- Dolet: 3450 km (2144 milj)
- Višina leta (servisna): 12000 m (39370 ft)